# Ailyn
Ailyn, de son vrai nom Pilar Giménez García, née le 29 mai 1982 à Esplugues de Llobregat, est une chanteuse espagnole soprano. Après une carrière solo et un passage dans la version espagnole de X Factor, elle est devenue en 2008 la chanteuse du groupe metal norvégien Sirenia.

## Début musical

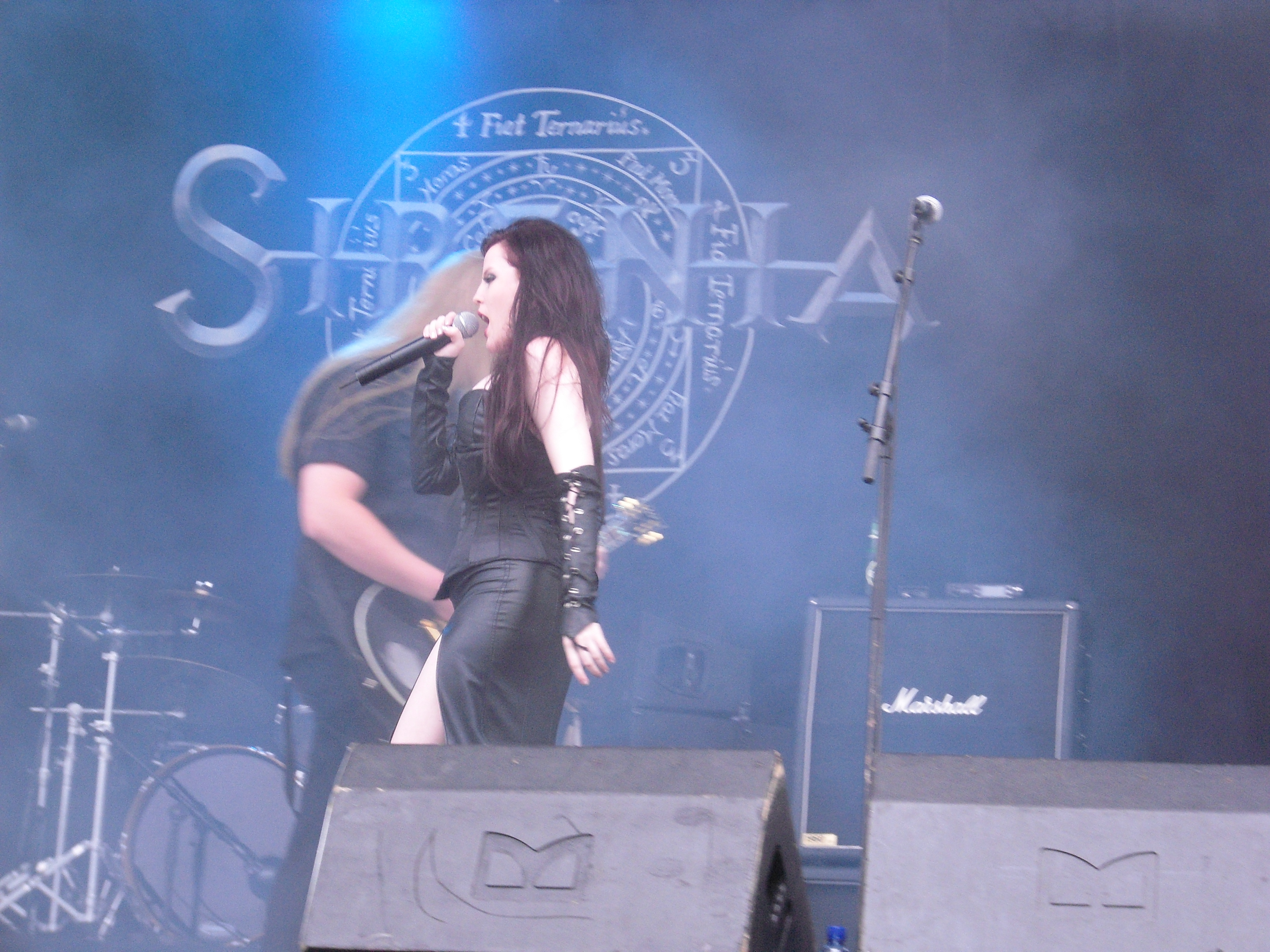
Ailyn performant avec Sirenia au Norway Rock Festival de 2009

Sa carrière musicale a commencé à l'âge de 15 ans, quand elle étudie le solfège et le chant à l'École d'Albéniz.
Sa carrière professionnelle a réellement commencé en 2002 à Cornellà de Llobregat, dans un but bénéfique pour recueillir des fonds afin d'aider les personnes atteintes de la maladie d'Alzheimer.
Son premier contrat discographique était avec le groupe Charm (un trio vocal féminin dans un style japonais). Après leur premier album intitulé Konnichiwa et publié en 2003, elle a voulu tenter sa chance en tant qu'artiste solo.

## X Factor
En mai 2007, Ailyn a été choisie pour participer à X Factor, dans la catégorie des « 16 à 25 ans ». 
Dans les différents épisodes, elle a chanté Time After Time, Moonlight Shadow, Bring Me to Life et Why. Elle a été éliminée dans le quatrième épisode.

## Sirenia
Le 10 avril 2008, il a été annoncé que Ailyn a été choisie comme la nouvelle chanteuse de Sirenia, elle a été choisie parmi plus de 500 candidates.
Elle déclare plus tard dans une interview que son arrivée était presque accidentelle.
Fin 2008, Sirenia a publié son premier album avec Ailyn, intitulé The 13th Floor, l'album est sorti le 23 janvier 2009.
À la suite de cela, le groupe a mené son premier tour du monde en 2009 jusqu'à la fin de la première moitié de 2010.
Par la suite, Sirenia a sorti son cinquième album studio le 21 janvier 2011, ce qui rend Ailyn la première chanteuse à enregistrer un deuxième album. Le nom de l'album est The Enigma of Life.
En 2013, Sirenia a sorti son sixième album studio (et le troisième avec Ailyn) appelé Perils of the Deep Blue.

## Autre investissement
En 2011, elle chante avec le groupe autrichien symphonique et power metal Serenity sur l'album Death & Legacy sur le titre The Chevalier, dont le clip a été tourné en Autriche.

## Discographie

### Avec Sirenia
- 2009 : The 13th Floor
- 2011 : The Enigma of Life
- 2013 : Perils of the Deep Blue
- 2015 : The Seventh Life Path

### Autres
- 2011 : The Chevalier, Death & Legacy avec le groupe Serenity